# Ян Шую
Янг Шую (на китайски: 杨•舒予, на пинин:) е китайска баскетболистка. Тя е родена на 6 март 2002 г. в Гуандун, Китай. Състезава се на летните олимпийски игри през 2020 г. и печели бронзов медал заедно с отбора си. Тя е сестра на баскетболиста Ян Лиуей.
На 19-годишна възраст тя се състезава на Летните олимпийски игри през 2020 г., достигайки до бронз в баскетбола 3x3. През юли 2023 г. Шую и женският национален отбор по баскетбол на Китай спечелиха шампионата за Купата на Азия по баскетбол за жени през 2023 г.
През 2023 г. тя беше избрана за посланик на марката Prada . 

## Ранен живот
През 2014 г. Янг Шую става национален състезател от второ ниво, а през  2016г. - от първо ниво. През 2019 г. Шую е приета в спортния университет в Пекин .

## Kариера

### Гуандун
На 16 октомври 2018 г., като играч на женския баскетболен клуб Гуангдонг Донгуан Синтонгшенг, завърва първата си регистрация в WCBA. На 23 март 2019 г. във финалите на WCBA Shuyu помага на Guangdong да спечели шампионата на WCBA за сезон 2018-19, като победи женския баскетболен клуб Bayi с резултат 97-81. Тази победа бележи първия шампионат на WCBA в историята на Гуангдонг. 

### Inner Mongolia
През ноември 2022 г. Янг Шую се присъедини към WCBA Inner Mongolia Nongxin Basketball Club. На 12 март 2023 г. тя спечели второ място на WCBA с женския баскетболен отбор на Вътрешна Монголия. 

### Национален отбор
На 4 ноември 2019 г. Янг Шую беше класиран да участва в състезанието по баскетбол 3x3 за жени на Олимпийските игри в Токио и отборът достигна до бронзов медал. Оттогава нататък нейната привлекателност и момчешки характер станаха вирусни сред предимно китайските интернет потребители и също така станаха център на вниманието на китайските интернет общности, което беше съобщено от местни новинарски издания. 
На 2 юли 2023 г. във финала на Купата на Азия по баскетбол за жени, Янг Шую и китайският женски баскетболен отбор победиха японския женски баскетболен отбор със 73-71 и спечелиха шампионата за Купата на Азия. 